# البطولة الوطنية التونسية 1967–68
الدوري التونسي لكرة القدم 1967-1968 هو الموسم رقم 13 من الرابطة التونسية المحترفة الأولى لكرة القدم. أفضل 16 ناديا تونسيا يلعبون فيما بينهم ذهابا وإيابا.

فاز بهذا الموسم نادي سكك الحديد الصفاقسي، وجاء ثانيا النادي الأفريقي وثالثا الملعب التونسي.